# Момунова, Гулсайра
Гулсайра Момунова (кирг. Гүлсайра Момунова; 30 декабря 1937, с. Кен-Арал, Бакай-Атинский район, Таласский район, Киргизская ССР — 12 августа 2020, Бишкек, Кыргызстан) — советская и киргизская поэтесса, редактор, народный поэт Кыргызской Республики (2011); заслуженный деятель культуры Киргизской ССР (1987).

## Биография
В 1955 г. окончила среднюю школу в Таласе, а в 1960 г. — Киргизский женский педагогический институт имени В.В. Маяковского.
С 1961 по 1969 гг. работала литературным сотрудником газеты «Советтик Кыргызстан», в 1971—1973 гг. — редактор в издательстве «Кыргызстан»". В 1973—1993 гг. являлась ответственным секретарем, заместителем главного редактора журнала «Кыргызстан аялдары» («Женщины Кыргызстана»).
Член КПСС с 1974 г.
Поэтический дебют состоялся в 1955 г. Первый сборник ее песен вышел в 1964 году под названием «Тилек» («Мечта»). Являлась автором ряда сборников стихов, а также двух сборников, переведенных на русский язык, соавтор ряда коллективных переводов.
Перевела на киргизский язык повесть И. Жаканова под названием «Возвращенная песня» (1973). В 1996 году а международном конкурсе патриотической песни в Турции за свое стихотворение «Юрта» получила медаль «Счастливая неделя».
Членом Союза писателей СССР (1973) и Союза журналистов СССР (с 1965).

## Литературное творчество
На киргизском языке:
- «Мечта»: сборник песен. — Ф .: Кыргызмамбас, 1963. — 31 с.
- «Фантазия»: песни, стихи. — Ф .: Кыргызстан, 1967. — 108 с.
- «Зонтик»: песни и стихи. — Ф .: Школа, 1969. — 55 с.
- «Мой день»: песни и стихи. — Ф .: Кыргызстан, 1972. — 100 с.
- «Колокола»: песни и стихи. — Ф .: Школа, 1976. — 187 с.
- «Колыбель моей жизни»: песни и стихи. — Ф .: Школа, 1979. — 160 с.
- «Жемчуг с глубины»: песни и стихи. — Ф .: Кыргызстан, 1981. — 112 с.
- «Белый олень»: песни и стихи. — Ф .: Школа, 1984. — 121 с.
- «Найденные знания»: песни, стихи. — Ф .: Кыргызстан, 1987. — 172 с.
- «Рубрика»: Песни. — Б .: Литература, 1991. — 176 с.
- «Аяй-Аяй»: Песни. — Ф .: Литература, 1991. — 12 с.
- «Душа»: песни и стихи. — Б .: Кыргызстан, 1994. — 351 с.
- «Счастливый мир»: песни и стихи. — Б .: Высота, 2004. — 403 с.

На русском языке:
- «Признание в любви» (сборник стихов разных авторов). — Ф .: Кыргызстан.
- «День рождения»: Стихи и стихи. — Ф .: Кыргызстан, 1978. — 92 с.
- «Улыбка»: Стихи. — Ф .: Кыргызстан, 1983. — 128 с.

## Переводы
- Жаканов И. «Возвращенная песня»: Сказка. 1973. — 304 с.
- Стихи Анны Ковусова (совместно с Т. Байзаковым). — Ф .: Кыргызстан, 1971. — 203 с.
- Мухаммад Икбал. Песни. — Б .: 2003. — 100 с.

## Награды и звания
Народный поэт Кыргызской Республики (2011). Заслуженный деятель культуры Киргизской ССР (1987). Награждена медалью «Данк» (2004) и награждена Почётной грамотой Верховного Совета Киргизской ССР.